# Miki Manojlović

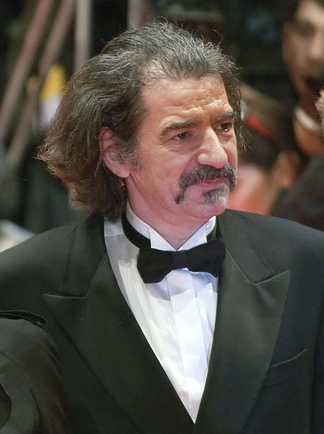
Miki Manojlović (2007)

Miki Manojlović (* 5. April 1950 in Belgrad; eigentlich Predrag Manojlović) ist ein jugoslawischer bzw. serbischer Schauspieler.

## Leben
Predrag Manojlović ist der Sohn des Schauspielers Ivan Manojlović (1920–2012) und der Schauspielerin Zorka Manojlović (1929–2013). Nach dem Abitur 1968 in Belgrad studierte er an der Akademie für Theater, Film, Rundfunk und Fernsehen in Belgrad. Von 1973 bis 1993 gehörte er dem Ensemble des Volkstheaters Belgrad an. Nach ersten Auftritten in jugoslawischen Fernsehserien wurde er als Miki in der Fernsehserie Grlom u jagode (1975) bekannt. 1987 spielte er in der Fernsehserie Vuk Karadžić die Rolle des titelgebenden Vuk Stefanović Karadžić. Für die Hauptrolle in Sam Garbarskis Irina Palm wurde er 2007 für den Europäischen Filmpreis nominiert.
Wiederholt arbeitete er mit dem Regisseur Emir Kusturica zusammen, so in dessen Filmen Papa ist auf Dienstreise (1985), Underground (1995), Schwarze Katze, weißer Kater (1998), Versprich es mir! (2007) und On the Milky Road (2016).
Manojlović lebt mit der Schauspielerin Tamara Vučković zusammen.

## Filmografie (Auswahl)
- 1981: Man liebt nur einmal (Samo jednom se ljubi)
- 1981: Friedenszeit in Paris (Sezona mira u Parizu)
- 1985: Papa ist auf Dienstreise (Otac na službenom putu)
- 1987: Vuk Karadžić
- 1990: Weekend für zwei (Un week-end sur deux)
- 1992: Tito und ich (Tito i ja)
- 1995: Underground (Podzemlje)
- 1997: Artemisia
- 1998: Wunden (Rane)
- 1998: Schwarze Katze, weißer Kater (Crna mačka, beli mačor)
- 1999: Emporte-moi – Nimm mich mit (Emporte-moi)
- 1999: Ein kriminelles Paar (Les amants criminels)
- 2001: Mortal Transfer (Mortal transfert)
- 2004: Hurensohn
- 2005: Wie in der Hölle (L’enfer)
- 2007: Versprich es mir! (Zavet)
- 2007: Klopka – Die Falle (Klopka)
- 2007: Irina Palm
- 2008: Die Welt ist groß und Rettung lauert überall (Svetat e golyam i spasenie debne otvsyakade)
- 2008: Memory Full
- 2008: Largo Winch – Tödliches Erbe (Largo Winch)
- 2016: On the Milky Road (Na mlečnom putu)
- 2017: Voll verschleiert (Cherchez la femme)
- 2018: Vom Lokführer, der die Liebe suchte…